# Euclystis iolas
Euclystis iolas là một loài bướm đêm trong họ Erebidae.